# Amezketa
Amezketa – gmina w Hiszpanii, w prowincji Guipúzcoa, w Kraju Basków, o powierzchni 20,58 km². W 2011 roku gmina liczyła 976 mieszkańców.